# Lathyrus pancicii
Lathyrus pancicii là một loài thực vật có hoa trong họ Đậu. Loài này được (Jurisic) Adamovic miêu tả khoa học đầu tiên.